# 中国共产主义青年团内蒙古自治区委员会
中国共产主义青年团内蒙古自治区委员会，简称共青团内蒙古自治区委，是中国共产主义青年团在内蒙古自治区的地方组织机构，接受中国共产党内蒙古自治区委员会和中国共产主义青年团中央委员会的领导。主要负责青年工作。